# Heliocidaris tuberculata
Heliocidaris tuberculata is een zee-egel uit de familie Echinometridae.
De wetenschappelijke naam van de soort werd in 1816 gepubliceerd door Jean-Baptiste de Lamarck.